# Хронологија Народноослободилачке борбе 1942.
| ◄ 1930—1939.                                                              |              |
| 1940. 1941 / 1941. 1942. 1943. 1944. 1945 / 1945. 1946. 1947. 1948. 1949. | 1950—1959. ► |

Хронолошки преглед важнијих догађаја Народноослободилачке борбе народа Југославије, који су се десили током 1942. године.
| Јануар Фебруар Март Април Мај Јун Јул Август Септембар Октобар Новембар Децембар |

## Јануар

#### 7. јануар
- У селу Иванчићима, код Сарајева, уз присуство генералног секретара КПЈ Јосипа Броза Тита отпочело дводневно саветовање Покрајинског комитета КПЈ за Босну и Херцеговину, на коме је дата оцена дотадашњег рада и истакнуте грешке у раду. На крају саветовања је заузет став у питању односа са четницима и у погледу учвршћивања партизанских јединица, формирања добровољачких одреда и напуштања фронталног ратовања.[1]

#### 11. јануар
- ЦК КПЈ и Врховни штаб НОПОЈ донели одлуку о стварању Добровољачке војске Југославије, како би се што већи број становништва укључио у Народноослободилачки покрет. Одлука о стварању Добровољачке војске превасходно се односила на територију Босне и Херцеговине, а Врховни штаб је променио назив у Врховни штаб НОП и ДВЈ.[1]

#### 15. јануар
- У источној Босни отпочела Друга непријатељска операција.[1]

#### 21. јануар
- У Новом Саду мађарске окупационе трупе и жандармерија отпочеле тродневно масовно хапшење и убијање Срба и Јевреја тзв „Новосадска рација“ у којој је убијено око 4.500 људи.[1]

#### 25. јануар
- У ослобођену Фочу стигли Врховни штаб и ЦК КПЈ, где су боравили све до 10. маја. Овај период у историји Народноослободилачког рата се назива „Фочански период”.[1]

- Борци Прве пролетерске бригаде, по изузетно тешким условима на температури од -32° извели марш преко планине Игман, код Сарајева.[1]

## Фебруар

#### 2. фебруар
- У Фочи ЦК КПЈ и Врховни штаб НОП и ДВЈ издали два значајна документа за организацију и даљи развој народне власти — „Задаци и устројство народноослободилачких одбора” и „Објашњења и упутства за рад НОО у ослобођеним крајевима”. Ови документи познати су као „Фочански прописи”, а њихов аутор је био Моша Пијаде.[2]

#### 8. фебруар
- У манастиру Острогу, код Никшића, од 8. до 9. фебруара одржана је Скупштина црногорских и бокељских родољуба тзв. „Острошка скупштина“ на којој је упућен позив на јединство и одлучност у борби против окупатора.[2]

#### 12. фебруар
- У току ноћи 12/13. фебруара у логору Црвени крст у Нишу избила побуна 102 затвореника, који су напали стражаре и потом извршили бекство. Током обрачуна са стражарима погинуло је 40 затвореника и 11 стражара, а Немци су за одмазду наредних дана стрељали 850 талаца. Ово је било једино масовно бекство из неког концентрационог логора у читавој окупираној Европи.[2]

| Јануар Фебруар Март Април Мај Јун Јул Август Септембар Октобар Новембар Децембар |

## Март

#### 1. март
- У Чајничу, одлуком ЦК КПЈ и наредбом Врховног штаба НОП и ДВЈ, формирана Друга пролетерска ударна бригада.[3]

#### 20. март
- У околини Колашина, у борби против четника Павла Ђуришића погинуо Будо Томовић (1914—1942), члан ЦК СКОЈ и секретар Покрајинског комитета СКОЈ-а за Црну Гору и Боку.[3]

#### 27. март
- Поводом годишњице војног пуча од 27. марта окупациони режим у Србији обесио шесторицу истакнутих партизана, који су по двојица обешени у Обреновцу, Убу и Ваљеву.[3]

## Април

### 2. април
- У току ноћи 1/2. априла у селу Горња Јошавка, код Челинца, група четника заробила рањеног др. Младена Стојановића (1896—1942), начелника Оперативног штаба за Босанску крајину и однела га до потока Млинска Ријека, где су га убили. Неколико месеци касније доктор Младен је проглашен за народног хероја.[4]

## Мај

#### 21. мај
- Пилоти Ваздухопловства НДХ Руди Чајавец и Фрањо Клуз прешли на страну Народноослободилачког покрета (НОП). Они су са аеродрома у Бања Луци авионима пребегли на припремљено летелиште Урије, код Приједора.[5]
- У Љубљани Италијани стрељали Антона Тонета Томшича (1910—1942), организационог секретара ЦК КП Словеније и једног од организатора устанка у Љубљани.[5]

| Јануар Фебруар Март Април Мај Јун Јул Август Септембар Октобар Новембар Децембар |

## Септембар

#### 6. септембар
- У близини села Гојло, код Кутине, партизанске снаге извршиле напад на нафтне изворе.

## Октобар

#### 3. октобар
- У селу Уништа, близу Босанског Грахова формирана је Друга далматинска ударна бригада.

| Јануар Фебруар Март Април Мај Јун Јул Август Септембар Октобар Новембар Децембар |

## Новембар

#### 1. новембар
- Одлуком Врховног штаба НОП и ДВЈ формирана је Народноослободилачка војска Југославије (НОВЈ), а наредбом Врховног команданта НОП и НОЈ Јосипа Броза Тита формиране су Прва и Друга пролетерска ударна дивизија.

#### 4. новембра
- После дводневних борби, пет ојачаних бригада НОВЈ заузело Бихаћ.

#### 9. новембар
- Наредбом Врховног команданта НОП и ПОЈ Јосипа Броза Тита формиране су Трећа, Четврта и Пета ударна дивизија, као и Први босански народноослободилачки корпус.

#### 22. новембра
- Наредбом Врховног штаба НОВ и ПОЈ формиране су Шеста, Седма и Осма дивизија, као и Први хрватски народноослободилачки корпус.

#### 26. новембар
- У Бихаћу, у присуству 54 делегата, отпочело Прво заседање АВНОЈ-а. На заседању је донета Резолуција којом је АВНОЈ конституисан као највиши политички орган народа Југославије, са задатком да даље руководи ослободилачком борбом народа Југославије. На заседању је изабран Извршни одбор и осам повереништва.

## Децембар

#### 6. децембар
- У Босанском Петровцу отпочела тродневна Прва конференција Антифашистичког фронта жена (АФЖ) у присуству 166 делегата. На Конференцији су истакнути непосредни задаци АФЖ и изабрано руководство — Централни одбор и за председника Ката Пејновић.[6]

#### 27. децембар
- У Бихаћу почео тродневни Први конгрес Антифашистичке омладине Југославије, коме је присуствовало 365 делегата. Конгрес је одлучио да се оснује Уједињени савез антифашистичке омладине Југославије (УСАОЈ). На Конгресу је изабрано руководство — Земаљски одбор и председник Иво Лола Рибар и упућен Проглас „Омладини свих народа Југославије”.[6]

| Јануар Фебруар Март Април Мај Јун Јул Август Септембар Октобар Новембар Децембар |